# نيناد بيرونيتشيتش
نيناد بيرونيتشيتش (بالسيريلية الصربية: Ненад Перуничић) مواليد 1 مايو 1971 في بلييفليا، الجبل الأسود، هو لاعب كرة يد صربي معتزل لعب كظهير أيسر. مثل منتخب يوغوسلافيا لكرة اليد. شارك في دورة الألعاب الأولمبية الصيفية سنة 2000.

## المسيرة الاحترافية
لعب مع نادي باريس سان جيرمان لكرة اليد في الدوري الفرنسي في موسم 1993-1994، ثم لعب مع نادي بيداسوا لكرة اليد في الدوري الإسباني من سنة 1994 إلى 1997، ثم لعب مع نادي كيل لكرة اليد من سنة 1997 إلى 2001، ثم لعب مع نادي ماغديبورغ لكرة اليد في الدوري الألماني من سنة 2001 إلى 2004، ثم لعب مع نادي برشلونة لكرة اليد في الدوري الإسباني في موسم 2006-2007.

## سجل المنافسة
شارك في البطولات التالية:
- بطولة أوروبا لكرة اليد للرجال 1996

## روابط خارجية
- نيناد بيرونيتشيتش على موقع الاتحاد الأوروبي لكرة اليد (الإنجليزية)
- نيناد بيرونيتشيتش على موقع نادي كيل لكرة اليد (الألمانية)
- نيناد بيرونيتشيتش على موقع أوليمبيديا (الإنجليزية)